# Rosa Ponselle
Rosa Ponselle (Rosa Melba Ponzillo) fue una soprano dramática estadounidense nacida en Meriden, Connecticut, el 22 de enero de 1897 y fallecida en Baltimore en 1981. Hija de inmigrantes napolitanos, es considerada una de las mayores exponentes del canto lírico del siglo XX, con una carrera basada en el Metropolitan Opera de Nueva York, donde junto a Enrico Caruso, Geraldine Farrar y Mary Garden fue una de las máximas atracciones.
Poseedora de una voz de extraordinaria belleza y potencia, su registro medio fue descrito como oro líquido. 
Su técnica y estilo inspiró a Maria Callas años después al asumir los roles de La Vestale y Norma.
En el libro Voces Paralelas, el tenor Giacomo Lauri-Volpi define así la excepcional voz de Ponselle "Las notas graves, medias y agudas alineadas bajo la guía del aliento, constituían una ‘estela vocal’ granítica por armónicos, sustanciosa por vibración; era un violoncello que ella sabía ejecutar con habilidad para revelar una suprema perfección".

## Trayectoria
Se inició en el vodevil junto a su hermana Carmela, con el dúo de las Hermanas Ponzillo, que fue muy popular en el circuito de Boston entre 1915-1918.
En 1918 su maestro de canto William Thorner convenció al célebre tenor Enrico Caruso que audicionara a las hermanas Ponzillo. Impresionado con Rosa, el tenor arregló una audición con el gerente del Metropolitan Opera, Giulio Gatti-Casazza, quien le ofreció un contrato para debutar en el teatro neoyorquino. El clamoroso debut se produjo como Leonora en La forza del destino de Verdi junto a Caruso. En esa temporada cantó, además, Rezia en Oberón y Santuzza en Cavalleria rusticana. Fue apodada la Caruso con faldas.
Otros papeles fueron el titular de La Juive (donde Caruso cantó por última vez), William Tell, Ernani, Il trovatore, Aida, La Gioconda, Don Carlo, La Gioconda, L'Africaine, L'amore dei tre re, Andrea Chénier, La Vestale y en 1927 su máximo logro y supremo desafío del bel canto, Norma de Bellini.
Fuera de Estados Unidos sólo cantó en el Covent Garden de Londres y en el Maggio Musicale Fiorentino de Florencia. A su retorno de Europa, cantó Donna Anna de Don Giovanni, La Traviata, Carmen y otras, precisamente con la ópera de Bizet por la que recibió malas críticas se retiró abruptamente en 1937 a los 40 años de edad todavía en plena facultad de medios vocales.
Su carrera se eclipsó luego de 19 años de triunfos.

## Vida privada
Se casó con el acaudalado Carle Jackson de Baltimore donde desde su residencia Villa Pace hizo grabaciones, posteriormente fue una de las principales impulsoras de la Opera de Baltimore.
Sufrió de problemas nerviosos y terror a la escena, se supo luego que había sido tratada con electroshock.

## Discografía de referencia
- Rosa Ponselle RCA Victor Vocal Series.
- Rosa Ponselle: The Columbia Acoustic Recordings; Pearl.
- Rosa Ponselle: The Victor Recordings 1923-25; Romophone.
- Rosa Ponselle: The Victor Recordings 1925-29; Romophone.
- Rosa Ponselle: The 1939 Victor and 1954 "Villa Pace" Recordings; Romophone.
- Rosa Ponselle in Opera and Song; Nimbus Prima Voce
- Rosa Ponselle On the Air Volume 1 1934-36; Marston.
- Rosa Ponselle On the Air Volume 2; Marston.
- Rosa Ponselle: When I Have Sung My Songs